# Penwortham
Penwortham è una cittadina di 23.436 abitanti del Lancashire, in Inghilterra.